# David Rüst
David Rüst (auch: David Anton Franz Georg Ruest; * 28. Juni 1831 in Nienburg/Weser; † 6. Juni oder 11. Juli 1916 in Hannover) war ein deutscher Arzt, Aquarell- und Pflanzen-Maler insbesondere von Stapelien sowie Paläontologe und Ornithologe.

## Leben
David Rüst war Sohn eines Oberarztes und Obersts der Hannoverschen Armee, der bei den Lützower Jägern gedient hatte und zuletzt Kommandeur des 4. Infanterie-Regiments in Stade war.
David Rüst besuchte zunächst in Celle das dortige Gymnasium, anschließend das in Osnabrück. Ab 1852 studierte er Medizin an der Universität Göttingen sowie in Würzburg. In Göttingen wurde er 1853 Mitglied des Corps Hannovera. 1856 wurde er in Göttingen zum Dr. med. promoviert.
Nachdem er kurzfristig als praktischer Arzt in Harburg tätig gewesen war, trat er als Assistenzarzt am Königlich-hannoverschen General-Hospital in Hannover ein. Bald darauf arbeitete er ab 1857 als Assistenzarzt im 2. Infanterie-Regiment in Celle.
Von 1859 bis 1864 wirkte Rüst als Assistenzarzt des Generalarztes der Hannoverschen Armee, Louis Stromeyer. Unterdessen war ihm am 19. April 1861 in Hannover seine Tochter Elisabeth Rüst geboren, die später für ihn zeichnete.
1864 wechselte Rüst zur Artillerie-Brigade in Hannover.
Ebenfalls 1864 trat David Rüst der Naturhistorischen Gesellschaft Hannover bei, in der er etliche Vorträge vor allem paläontologischen und botanischen Inhaltes hielt.
Im Umfeld der Schlacht bei Langensalza im Jahr 1866 zog er sich eine schwere Augenentzündung zu, in deren Folge sein rechtes Auge erblindete.
1870 bis 1880 wirkte Rüst als Arzt in Groß Eicklingen, dann bis 1887 in Freiburg im Breisgau. In seiner Freiburger Zeit erhielt er in Anerkennung für seine mikropaläontologischen Forschungsarbeiten über fossile Radiolarien die Große Goldene Medaille für Kunst und Wissenschaft der Bayerischen Akademie der Wissenschaften verliehen.
Ab 1887 war Ruest wieder in Hannover tätig. Er wohnte anfangs im Haus Sedanstraße 55, bevor er sich später schräg gegenüber sein eigenes Haus unter der Adresse Sedanstraße 16 bauen ließ. Im dortigen Garten nutzte er ein kleines Gewächshaus.
Für seine 1888 in der Palaeontographica. Beiträge zur Naturgeschichte der Vorwelt veröffentlichten Beiträge zur Kenntniss der fossilen Radiolarien aus Gesteinen der Kreide hatte seine Tochter, „Fräulein Elisabeth Rüst“ das Gros der Darstellungen auf den Bildtafeln gezeichnet.
1889 wurde Rüst zum Vorsitzenden der Naturhistorischen Gesellschaft Hannover gewählt.
Er verwaltete seit 1891 die Vogelsammlung des Provinzialmuseums Hannover.
Rüst beschäftigte sich zudem mit Insekten sowie mit Kakteen und Stapelien, die er im eigenen Gewächshaus zog.
Mit Hilfe seiner engen Beziehungen zum Berggarten befasste er sich  mit Ordensstern-Gewächsen und insbesondere mit den Stapelien, die seinerzeit besonders zahlreich in der botanischen Sammlung der Herrenhäuser Gärten vertreten waren. Er verfasste eine Monographie der Stapelien, mit prachtvollen selbstgezeichneten und kolorierten Abbildungen, die zu bis dahin schönsten gerechnet wurden. Die Arbeit wurde – aufgrund der hohen Kosten – nicht im Druck vervielfältigt. Die Originale erregten während einer Naturforscher-Versammlung in Hannover jedoch große Aufmerksamkeit. Überliefert sind unter dem Titel Icones Stapeliearum 60 Aquarelltafeln aus der Hand Rüsts mit der Darstellung von insgesamt 235 Arten der Ordenssterngewächse. Auf 54 Formen dieser Darstellungen bezog sich später der Stapelien-Spezialist Alwin Berger in seinem 1910 hierzu erschienenen Buch.
Nachdem Rüst 1904 zum Ehren-Vorsitzenden der Naturhistorischen Gesellschaft zu Hannover gewählt worden war, wurde er später deren Ehrenpräsident.

## Weitere Ehrungen
- Sanitätsrat (1887)

## Werke

### Schriften
- Beiträge zur Kenntniss der fossilen Radiolarien aus Gesteinen des Jura, von Dr. Rüst,... T. Fischer, Freiburg 1885.
- Beiträge zur Kenntniss der fossilen Radiolarien aus Gesteinen der Kreide, von Dr. Rüst,... E. Koch, 1887.
- Beiträge zur Kenntniss der fossilen Radiolarien aus Gesteinen der Kreide. In: Palaeontographica. Beiträge zur Naturgeschichte der Vorwelt. 34. Band (1887–1888), fünfte bis sechste Lieferung vom Mai 1888, Verlag von Theodor Fischer, Cassel, S. 269–322; hier: S. 186.[6]
- Beiträge zur Kenntniss der fossilen Radiolarien aus Gesteinen der Trias und der palaeozoischen Schichten, von Dr. Rüst,... E. Koch, 1891.
- Contributions to Canadian Micro-Paleontology. Ottawa 1892.
- Katalog der systematischen Vogelsammlung des Provinzial-Museums in Hannover. Riemschneider, Hannover 1897 (mit Nachtrag 1900 in den Berichten der Naturhistorischen Gesellschaft).
- Neue Beiträge zur Kenntniss der fossilen Radiolarien aus Gesteinen des Jura und der Kreide, von Dr. Rüst,..., E. Naegele, Stuttgart 1898.

### Icones Stapeliearum
Mitten im Zweiten Weltkrieg übergab Rüsts zweite Tochter, Antonie Weigel, im Jahr 1942 insgesamt 60 Stapelien-Tafeln aus der Hand des Pflanzenmalers an den seinerzeitigen Leiter der Herrenhäuser Gärten Karl Heinrich Meyer, um die Aquarelle an ihren Ursprungsort dauerhaft zu verwahren.